# Milena Bansetová
Milena Bansetová (2. července 1923, Ústí nad Orlicí – 2010) byla česká akademická sochařka.

## Život
Po absolvování gymnázia odešla do Prahy, studovala sochařství na Vysoké škole uměleckoprůmyslové v Praze v letech 1942–1948 společně se svým budoucím manželem Slavojem Bansetem. Milena Bansetová také malovala, ale v zájmu obživy se od profesora z Bechyňské střední keramické školy naučila dělat keramiku. Milena Bansetová byla velmi umanutá a zaťatá, začala vyrábět vlastní „střep“ – do keramické hlíny přidávala kovové piliny, většinu velkých objektů, váz, hlav, neglazovala.
V roce 1962 obdržela na mezinárodní výstavě v Miláně první místo v kategorii keramika. V očích tehdejších čelných představitelů kultury v ČSSR jí to však spíše přitížilo. Bansetovi v roce 1968 emigrovali do Švédska. Tam Milena Bansetová založila keramickou dílnu a zároveň malovala, nejdříve ovlivněna surrealismem a posléze abstraktním uměním. V obrazech je vidět okouzlení grafikou, ke které se po několik let vracela.
Úspěšně prodávala v Německu a ve Francii. Nadšená tvorbou Salvadora Dalí sedla do auta a ze Švédska odjela do Španělska, do jeho oblíbené kavárny, kde se opravdu hned první den sešli. Bansetová uměla své jméno říct s pěkně francouzským přízvukem, byla velmi sebevědomá a přitažlivá, a tak se po chvílí vysvětlování oba nasmáli. Dalí zprvu nechtěl uvěřit, že se tato Češka před pár lety nemohla uživit v socialistickém Československu, kam se po sametové revoluci vrátila. Zemřela zapomenuta v roce 2010, ředitel Střední keramické školy v Bechyni pomohl zachránit zbytek z její keramické tvorby a začlenil práce Mileny Bansetové do stálé výstavní expozice školy.